# فیلیپ شوواگوویچ
فیلیپ شوواگوویچ (انگلیسی: Filip Šovagović؛ زادهٔ ۱۳ سپتامبر ۱۹۶۶) بازیگر اهل کرواسی است.
از فیلم‌ها یا برنامه‌های تلویزیونی که وی در آن نقش داشته است، می‌توان به درمانگاه کوچک ما، سرزمین هیچ‌کس، هذیان و عفونت اشاره کرد.